# Vicia basaltica
Vicia basaltica là một loài thực vật có hoa trong họ Đậu. Loài này được Plitmann miêu tả khoa học đầu tiên.